# Бешковиці
Бешковиці (пол. Bieszkowice) — село в Польщі, у гміні Вейгерово Вейгеровського повіту Поморського воєводства.
Населення — 388 осіб (2011).
У 1975-1998 роках село належало до Гданського воєводства.

## Демографія
Демографічна структура станом на 31 березня 2011 року:
|          | Загалом | Допрацездатний вік | Працездатний вік | Постпрацездатний вік |
| -------- | ------- | ------------------ | ---------------- | -------------------- |
| Чоловіки | 196     | 52                 | 120              | 24                   |
| Жінки    | 192     | 59                 | 101              | 32                   |
| Разом    | 388     | 111                | 221              | 56                   |